# Segunda Liga 2010-2011
La Liga Vitalis 2010-2011 è stata la ventunesima edizione della Liga de Honra, il secondo livello del campionato di calcio portoghese.
Per la quinta volta assunse il nome di uno sponsor: Vitalis.
A partire da questa edizione la competizione fu ridotta a 16 squadre: 4 retrocesse dalla Primeira Liga, 2 promosse dalla II Divisão e il resto salve dalla stagione precedente.
Il vincitore fu il Gil Vicente, promosso in Primeira Liga insieme al Feirense, secondo classificato.
Varzim e Fátima furono retrocessi in II Divisão.

## Squadre partecipanti
- Arouca
- Belenenses
- Covilhã
- Desp. Aves
- Estoril Praia
- Fátima
- Feirense
- Freamunde
- Gil Vicente
- Moreirense
- Leixões
- Oliveirense
- Penafiel
- Santa Clara
- Trofense
- Varzim

## Classifica
|  | Pos. | Squadra       | Pt | G  | V  | N  | P  | GF | GS | DR  |
|  | ---- | ------------- | -- | -- | -- | -- | -- | -- | -- | --- |
|  | 1.   | Gil Vicente   | 55 | 30 | 15 | 10 | 5  | 55 | 38 | +17 |
|  | 2.   | Feirense      | 55 | 30 | 17 | 4  | 9  | 41 | 31 | +10 |
|  | 3.   | Trofense      | 54 | 30 | 15 | 9  | 6  | 41 | 27 | +14 |
|  | 4.   | Oliveirense   | 45 | 30 | 12 | 9  | 9  | 36 | 35 | +1  |
|  | 5.   | Arouca        | 43 | 30 | 11 | 10 | 9  | 47 | 41 | +6  |
|  | 6.   | Leixões       | 42 | 30 | 10 | 12 | 8  | 35 | 27 | +8  |
|  | 7.   | Moreirense    | 40 | 30 | 10 | 10 | 10 | 36 | 41 | -5  |
|  | 8.   | Desp. Aves    | 40 | 30 | 10 | 10 | 10 | 35 | 31 | +4  |
|  | 9.   | Santa Clara   | 38 | 30 | 10 | 8  | 12 | 26 | 29 | -3  |
|  | 10.  | Estoril Praia | 38 | 30 | 9  | 11 | 10 | 36 | 31 | +5  |
|  | 11.  | Freamunde     | 37 | 30 | 8  | 13 | 9  | 37 | 39 | -2  |
|  | 12.  | Penafiel      | 36 | 30 | 9  | 9  | 12 | 37 | 44 | -7  |
|  | 13.  | Belenenses    | 35 | 30 | 8  | 11 | 11 | 33 | 36 | -3  |
|  | 14.  | Covilhã       | 32 | 30 | 9  | 5  | 16 | 32 | 48 | -16 |
|  | 15.  | Varzim        | 31 | 30 | 6  | 13 | 11 | 38 | 48 | -10 |
|  | 16.  | Fátima        | 23 | 30 | 5  | 8  | 17 | 29 | 49 | -20 |

Legenda:

      Ammesse alla Primeira Liga 2011-2012

      Retrocesse in Segunda Divisão 2011-2012